# Chris Crawford (cestista 1992)
Marcus Christopher Crawford (Memphis, 30 settembre 1992) è un cestista statunitense.